# Бернольсайм
Бернольса́йм (фр. Bernolsheim) — коммуна на северо-востоке Франции в регионе Гранд-Эст (бывший Эльзас — Шампань — Арденны — Лотарингия), департамент Нижний Рейн, округ Агно-Висамбур, кантон Брюмат. До марта 2015 коммуна в составе кантона Брюмат административно входила в состав упразднённого округа Страсбур-Кампань.
Площадь коммуны — 3,39 км², население — 517 человек (2006) с тенденцией к росту: 615 человек (2013), плотность населения — 181,4 чел/км².

## Население
Население коммуны в 2011 году составляло 615 человек, в 2012 году — 615 человек, а в 2013-м — 615 человек.
| 1962 | 1968 | 1975 | 1982 | 1990 | 1999 | 2006 | 2008 | 2011 | 2012 | 2013 |
| ---- | ---- | ---- | ---- | ---- | ---- | ---- | ---- | ---- | ---- | ---- |
| 291  | 272  | 298  | 338  | 436  | 510  | 517  | 578  | 615  | 615  | 615  |

Динамика населения:

## Экономика
В 2010 году из 427 человек трудоспособного возраста (от 15 до 64 лет) 345 были экономически активными, 82 — неактивными (показатель активности 80,8 %, в 1999 году — 75,0 %). Из 345 активных трудоспособных жителей работали 330 человек (176 мужчин и 154 женщины), 15 числились безработными (7 мужчин и 8 женщин). Среди 82 трудоспособных неактивных граждан 31 были учениками либо студентами, 39 — пенсионерами, а ещё 12 — были неактивны в силу других причин.